# Hans Wetterström

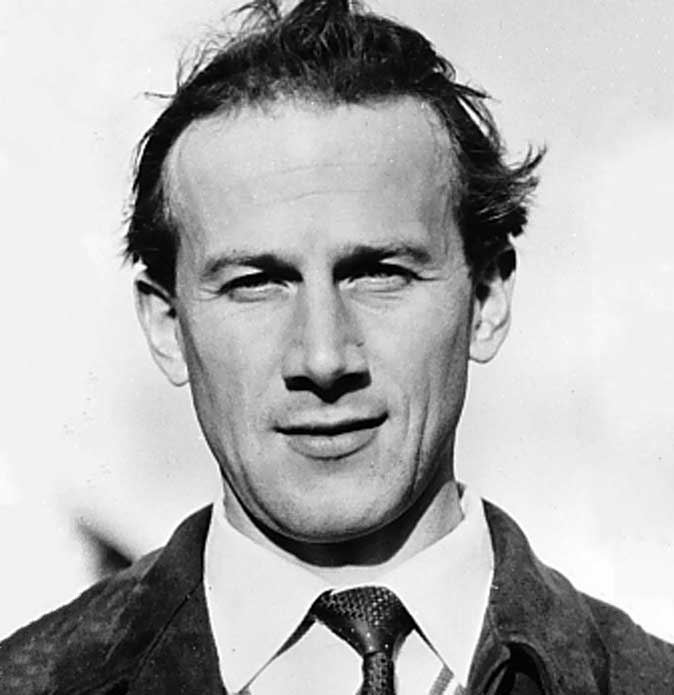

Hans Wetterström (Nicopinga, Sudermânia, 11 de dezembro de 1923 — Nicopinga, Sudermânia, 17 de novembro de 1980) foi um canoísta sueco especialista em provas de velocidade.

## Carreira
Foi vencedor da medalha de Ouro em K-2 10000 m em Londres 1948 junto com o seu colega de equipa Gunnar Åkerlund.
Foi vencedor da medalha de Prata em K-2 10000 m em Helsínquia 1952 junto com o seu colega de equipa Gunnar Åkerlund.